# Persglas

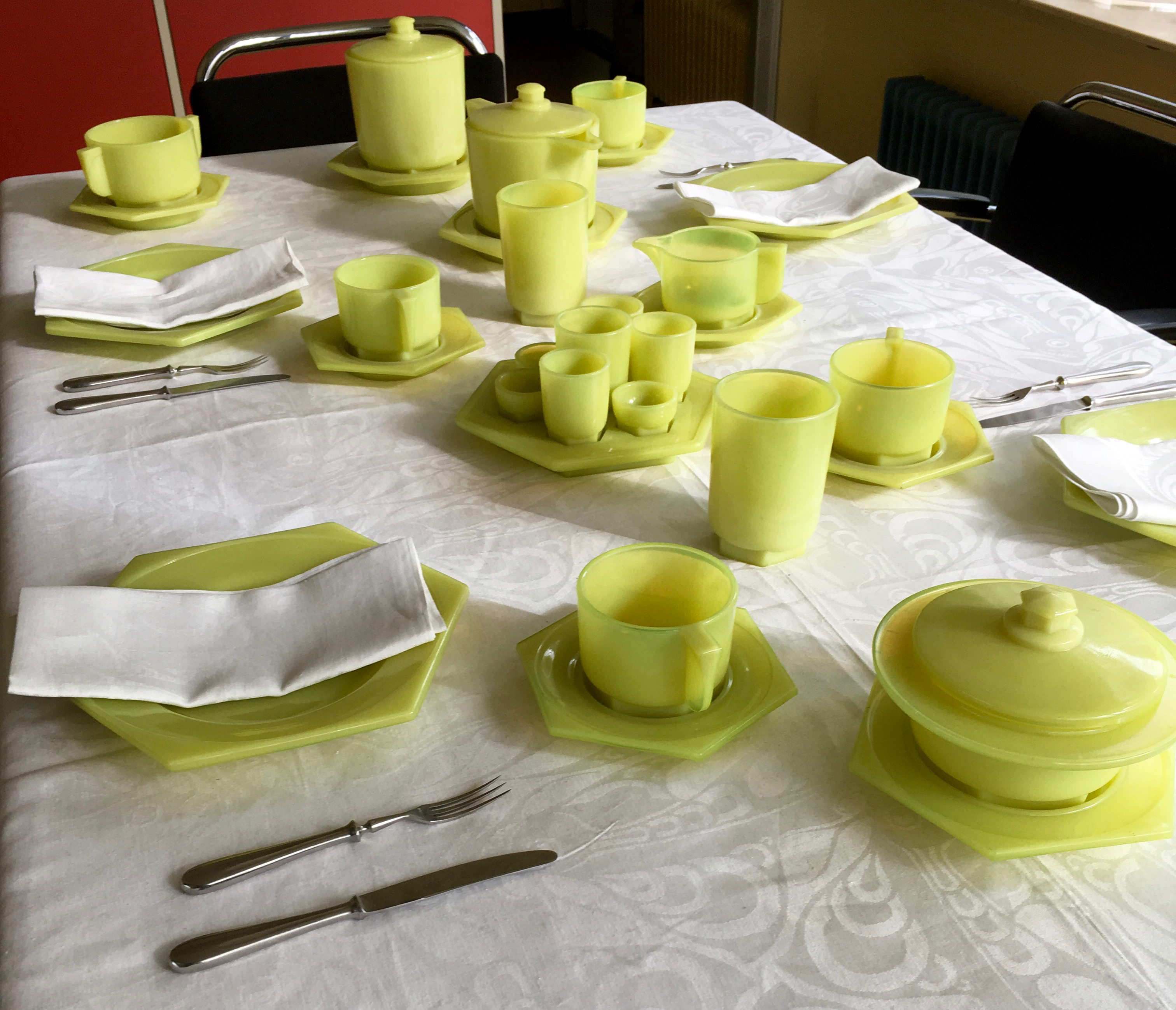
Ontbijtservies van persglas naar een ontwerp van H.P. Berlage en Piet Zwart, op tafel in Huis Sonneveld in Rotterdam. Het ontwerp dateert van 1924-1927.

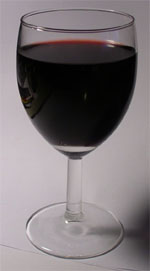
Wijnglas, ontwerp van Andries Copier.

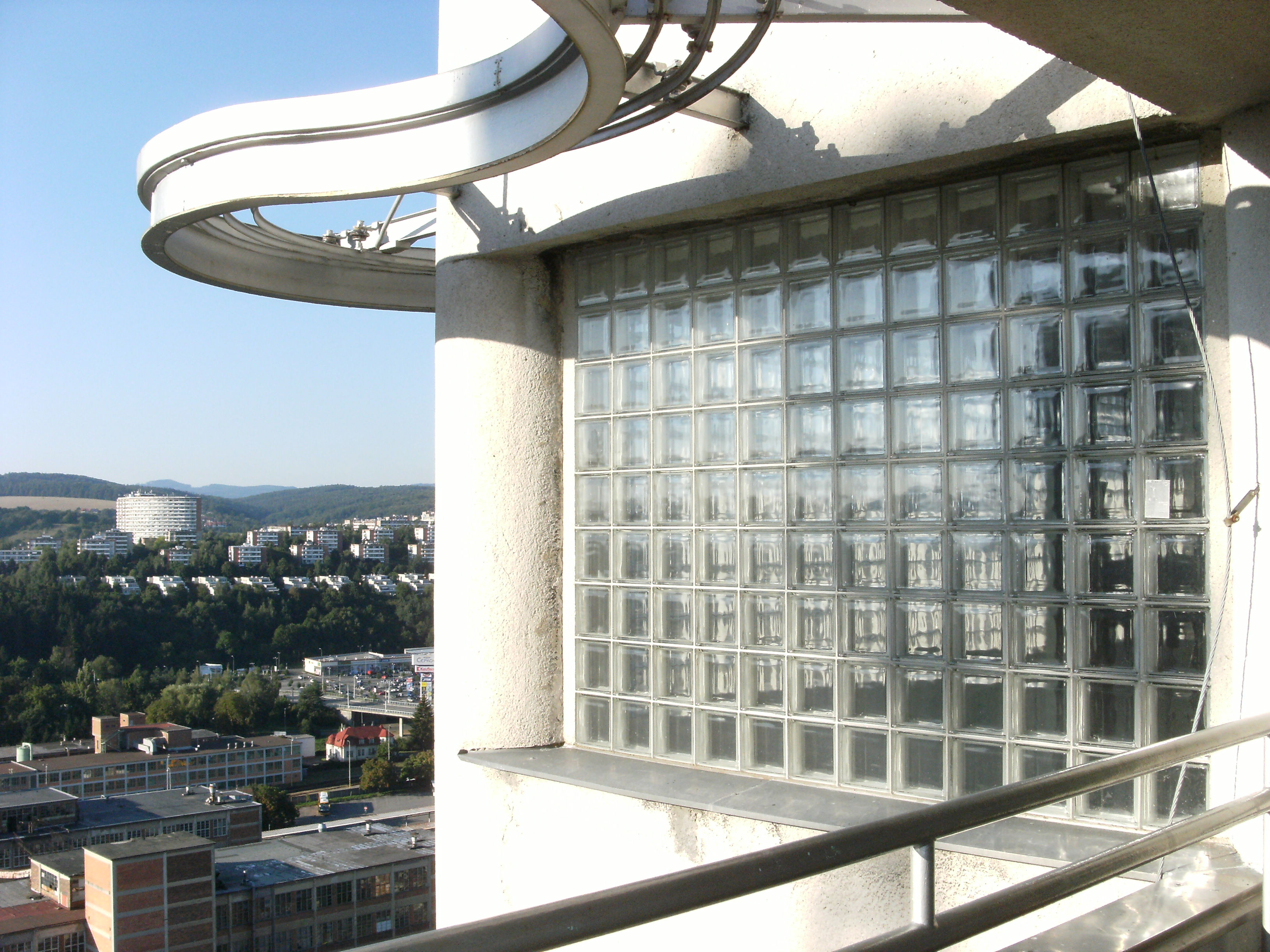
Lichtdoorlatende wand uit glasblokken.

Persglas is een in een tweedelige mal geperst glas. Door nabewerking ontstaat een product zonder gietnaden. Het proces kan, zoals oorspronkelijk, ambachtelijk zijn of zoals steeds meer het geval is, machinaal plaatsvinden in een glasfabriek.

## Historie
Reeds in de 19e eeuw werden in het Verenigd Staten voorwerpen van persglas met de hand vervaardigd. Het proces was in 1825 door de Amerikaanse uitvinder John P. Bakewell gepatenteerd. In Europa deed het proces zijn intrede rond 1830, met name in Frankrijk, Bohemen en Zweden. Tegen het midden van de 19e eeuw werd voor de goedkoopste massaproductie van glaswerk, veelal als patroonglas, de perstechniek gebruikt (1850-1910). Art-deco-glaswerk werd als speciaal iriserend glas vervaardigd rond 1920. Ook rond deze tijd werd veel beschilderd persglas geproduceerd, waaronder imitatieparels.

## Het proces
Het te vervaardigen object wordt eerst in gips uitgevoerd. Hiervan wordt een afdruk gemaakt van vormzand als contramal. Hier omheen wordt van gietijzer de tweedelige mal (matrijs) gegoten. De mal wordt van een scharnier voorzien om het gegoten object gemakkelijk te kunnen lossen. De mal wordt door middel van gasbranders op temperatuur gebracht, waarna een keier (glasblazer) een klodder gesmolten glas in de vorm laat zakken. Daarna wordt met een plunjer het glas aangeperst, waarna het langzaam moet afkoelen. Dan wordt het voorzichtig uit de gietvorm gehaald. Als het verder is afgekoeld, kan de nabewerking plaatsvinden door de gietnaden weg te slijpen.
Het proces vindt steeds meer machinaal plaats, waarbij de besturing van de plunjer niet meer handmatig plaatsvindt, maar via een computer wordt gestuurd.

## Mogelijke complicaties
Tijdens het proces kunnen complicaties optreden:
- Bij een te koude matrijs kan het glas gaan rimpelen.
- Bij een te warme matrijs kan het glas aan de matrijs plakken.
- Bij gebruik van te weinig glas wordt een onvolledig object gegoten.
- Bij gebruik van te veel glas krijgt het object te dikke wanden.

## Ontwerpers
Bekende Nederlandse ontwerpers van persglas zijn:
- Edmond Bellefroid
- Hendrik Petrus Berlage
- Jan van Breukelen
- Theo Colenbrander
- Andries Copier
- Pierre Daems
- Willem Heesen
- Chris van der Hoef
- Zweitse Landsheer
- Chris Lanooij
- Floris Meydam
- Cor van Tricht
- Steph Uiterwaal
- Marcel Wanders
- W.H. de Vries

## Bekende ontwerpen
Bekende Nederlandse persglazen objecten werden in de Glasfabriek Leerdam door Andries Copier vervaardigd. Speciaal voor Helene Kröller-Müller werd op haar aanvraag door H.P. Berlage een servies ontworpen, waarvan de procesgang, vanwege de ingewikkelde vormgeving, door Piet Zwart werd ontwikkeld. Naderhand zijn er kopieën van gedeelten van dit servies in omloop gebracht. Andere, industriële, objecten zijn de glasblokken, die in de bouw worden toegepast om bijvoorbeeld lichtdoorlatende wanden te creëren.